# Kelek (Floßtyp)
Kelek, auch Kellek (arabisch), Pl. aklāt oder kelekāt, war ein Floß, das auf dem Euphrat und Tigris im Irak, Syrien und dem Osten der Türkei seit dem 3. Jahrtausend v. Chr. bis ins 20. Jahrhundert zum Lasttransport diente. Unter einer gitterförmigen Holzplattform sorgten aufgeblasene Schläuche aus Tierhäuten für den Auftrieb.

## Geschichte

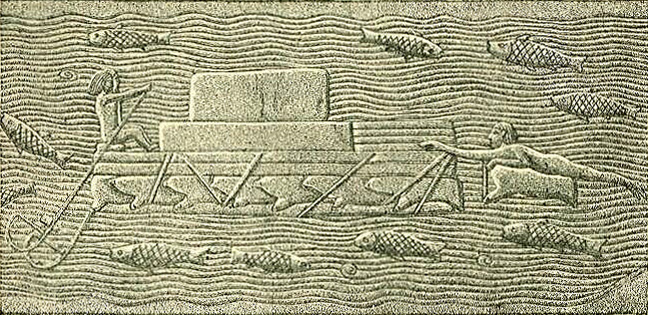
Darstellung eines Kelek auf einem Relief in Ninive (Nachzeichnung)

Flöße aus Tierhäuten sind in Mesopotamien unter dem akkadischen Namen kalakku seit mindestens der zweiten Hälfte des 3. Jahrtausends, der Zeit von König Sargon von Akkad, bekannt. Auf assyrischen Reliefs gibt es Abbildungen. Auf Keilschrifttafeln vom Anfang des 1. Jahrtausends wurden sie als „Floß auf Schläuchen“ oder „Schiff aus Grobleder“ umschrieben. Das arabische Wort kelek leitet sich von kalakku her und findet sich gelegentlich in Ortsnamen, wo es „Fähre“ bedeutet.
Andere Flöße bestanden aus Schilfrohr (akkadisch amû), bezeichnet als „im Wasser schwimmendes Rohr“, und den vermutlich größeren Holzflößen ḫallimu (Pl. ḫallimānū), mit denen Bäume, Viehherden und Soldaten befördert wurden.
Der Warentransport auf dem Euphrat und Tigris sowie auf den weit verzweigten Nebenflüssen des Schatt al-Arab geschah überwiegend im regionalen Rahmen. Daneben gelangten auch Güter aus Nordmesopotamien (Dschazīra) und Kleinasien auf den beiden Flüssen ins Land. Im 5. Jahrhundert v. Chr. berichtete der antike griechische Geschichtsschreiber Herodot über Korbboote, die mit Häuten verkleidet und innen mit Stroh aufgefüllt gewesen seien. Die Beschreibung der Bootsform bezog sich auf die Guffa genannten kreisrunden Korbboote, mit der geschilderten Ladung und Transportroute scheint Herodot aber Kalakkus gemeint zu haben. Die Ladung bestand demnach aus Tonkrügen mit Wein und einem Esel. Die Steuerung flussabwärts sei durch zwei Männer mit Staken erfolgt. Die angegebene Zuladung für die größten Boote von bis zu 5000 Talenten (ein solonisches Talent entsprach 26 Kilogramm) ist wohl übertrieben. Die Boote seien in Armenien gefertigt und, nachdem sie mit ihrer Fracht in Babylonien angekommen waren, in Einzelteile zerlegt worden. Dort wurden die hölzernen Teile verkauft und die Häute auf den mitgebrachten Eseln auf dem Landweg zurücktransportiert.
Wie die Route der Eselskarawanen beim Rückweg verlief, beschreiben altbabylonische Itinerare. Sie waren damals nicht als Reiseführer gedacht, sondern eher buchhalterisch, um eine Geschäftsreise zu dokumentieren. Die Hauptroute begann in Larsa im Süden Mesopotamiens, führte am Euphrat entlang über Babylon zum 60 Kilometer nördlich gelegenen Sippar. Von dort nahm die Karawane den Weg zum Tigris und in dessen Nähe aufwärts bis nach Aššur. Dort ließ man den Fluss hinter sich und durchquerte auf dem Weg nach Westen ein Gebiet, in dem es ausreichend Wasserstellen am Weg gab, und gelangte nach Schubat-Enlin, der Residenz von Šamši-Adad I. (18. Jahrhundert v. Chr.) am Oberlauf des Chabur (heute Tell Leilan). Den Fluss überquerend führte der Weg weiter nach Westen bis zum Oberlauf des Belich und folgte diesem flussabwärts bis zu seiner Einmündung in den Euphrat bei Tuttul. Endstation war Emar wenig oberhalb am Euphrat. Weshalb dieser Umweg in Kauf genommen wurde, ist unklar. Möglicherweise war die direkte Strecke am Euphrat über Mari nicht vor Überfällen sicher.
Keilschrifttafeln aus der Zeit des Fürsten Gudea (21. Jahrhundert v. Chr.) schildern den Bau eines Tempels und die Herkunft der verwendeten Materialien in seiner Hauptstadt Lagaš in Südmesopotamien. Lagaš bezog Waren über seine Hafenstadt Gu'aba am Persischen Golf, aus der Gegend um Kirkuk und aus Gebieten am mittleren Euphrat und Nordsyrien. Basalt kam auf Flößen aus dem Basalla-Gebirge in der Nähe von Zalabiya am Euphrat. Tidanum als Bezugsort für Alabaster dürfte ebenfalls dort gelegen haben. Aus den Amanus-Bergen (Amanos Dağları) wurde Zedernholz bezogen. Aus Urschu (Şanlıurfa) kamen andere Holzarten.

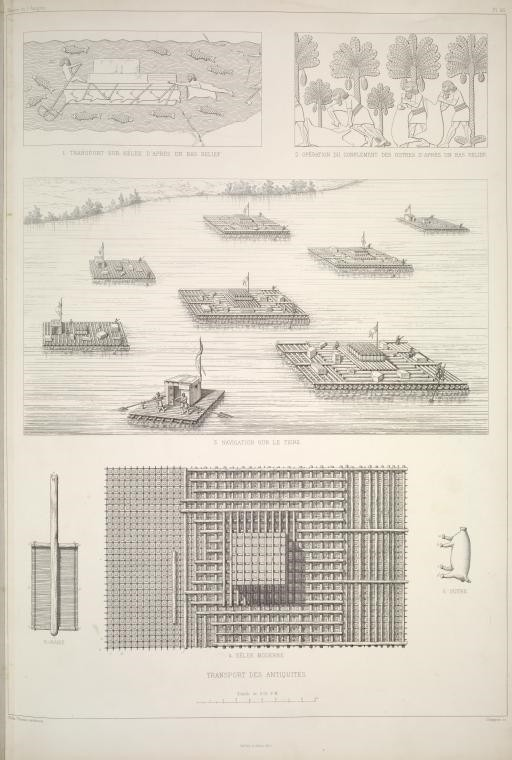
Steintransport mit Keleks. Zeichnung aus Victor Place, Félix Thomas: Ninive et l'Assyrie, 1867

Es waren mehr Flöße auf dem Tigris als auf dem Euphrat unterwegs, weil besonders am Unterlauf des Euphrats im Irak die Gefahr bestand, dass die empfindlichen Häute durch Felsen beschädigt wurden. Hier wurden daher die kleineren Korbboote (Pl. Guffāt) eingesetzt. Ein Problem auf dem Euphrat stellten auch die ständig ihre Lage verändernden Sandbänke dar, die bei Niedrigwasser in den Sommermonaten bis zum Winter hervortraten. Den höchsten Wasserstand hatten die Flüsse im Frühjahr zur Zeit der Schneeschmelze in den Bergen und bis in den Sommer.
Assyrische Reliefs zeigen neben den großen Flößen winzige, durch ein oder zwei Ziegenhäute getragene Plattformen, die einer Person zur Flussüberquerung dienten. Der Behistun-Inschrift, in der über den Achämenidenkönig Dareios I. (549–486) berichtet wird, ist zu entnehmen, dass diese Praxis des Zweistromlandes auch in Persien bekannt war. Im persischen Nationalepos Schāhnāme, das zwischen 977 und 1010 geschrieben wurde, werden Pferde mit Hilfe von an den Seiten festgebundenen, aufgeblasenen Ziegenhäuten über einen Fluss gebracht.
Reisende des 16. Jahrhunderts berichteten von armenischen Bootsleuten auf Flößen. Ausgangspunkt für die Fahrt auf dem Tigris war Diyarbakır. Häufig waren es Kurden und Christen aus dem Nordirak, die noch Anfang des 20. Jahrhunderts fast täglich schwer beladen mit Holzstämmen und Getreide in Bagdad ankamen und die Heimreise mit Eseln auf dem Landweg antraten. Im Ersten Weltkrieg wurden militärische Güter auf dem Tigris flussab von Mosul nach Bagdad transportiert. Diese Strecke legten Keleks bei ausreichendem Wasserstand in drei bis vier Tagen zurück. Stromaufwärts war auf Kurzstrecken treideln üblich.

## Bauweise
Keleks bestanden aus einem Gerüst aus zusammengebundenen Holzstangen, die auf Reihen von 50 bis 400 aufgeblasenen Schaf- oder Ziegenhäuten befestigt waren. Die Armenier nannten die Schwimmschläuche burdjuk. Bei kleineren Keleks wurde das Gerüst aus Weidenruten oder aus einem anderen biegsamen Material gefertigt. Für den Personentransport wurde der Boden mit einer dicken Lage Schilfgras bedeckt, gelegentlich kamen ein oder zwei aus demselben Material gefertigte Hütten hinzu. Bei den größten neuzeitlichen Keleks waren bis zu 600 Schläuche aus Tierhäuten zusammengebunden, jeder besaß eine Tragfähigkeit von rund 25 Kilogramm. Das Gefährt wurde von zwei Ruderern gesteuert.

## Keleks in der Literatur
- In einem in neuaramäischer Sprache verfassten Märchenzyklus versuchen einige Einwohner eines Dorfes in der Geschichte Der Holzhauer und die vierzig Dünnbärte vergeblich vor dem Bösewicht auf einem Kelek den Euphrat hinunter nach Bagdad zu fliehen.[8]
- Im Band Orangen und Datteln von Karl May setzen die mesopotamischen Helden in einem Kelek über den Fluss[9] und im Kapitel Auf dem Tigris des Bandes Im Reich des Silberlöwen I reisen Kara Ben Nemsi und Hadschi Halef Omar auf einem Kelek nach Bagdad.[10]